# Kaibutsu-kun (serie televisiva)
Kaibutsu-kun (怪物くん?), il cui titolo internazionale è The Monster Kid, è un dorama dell'anime Carletto, il principe dei mostri, adattamento a sua volta del manga di Fujiko Fujio. È andato in onda in Giappone rispettivamente dall'aprile al giugno 2010.
È uscito successivamente anche una pellicola cinematografica in 3D il 26 novembre 2011 dallo stesso titolo.

## Personaggi
- Tarou Kaibutsu, interpretato da Satoshi Ohno
- Il Re del regno dei mostri, interpretato da Takeshi Kaga
- Demokin, interpretato da Masahiro Matsuoka
- Demorina, interpretata da Izumi Inamori
- Dracula, interpretato da Norito Yashima
- Utako Ichikawa, interpretata da Umika Kawashima
- Hiroshi Ichikawa, interpretato da Tatsuomi Hamada
- Wolf, interpretato da Ryuhei Ueshima
- Frank, interpretato da Choi Hong-man
- La figlia di Wolf, interpretata da Mone Sawada
- Akkuma, interpretato da Kanji Tsuda
- Il poliziotto, interpretato da Hiroki Miyake
- Jijiya, interpretato da Kazuaki Hankai
- Dr. Marisu, interpretato da Kisuke Iida
- Padrona di casa, interpretata da Yuko Fukui